# Zhang Shuai (calciatore)
Zhang Shuai (张帥S, Zhāng ShuàiP; Qingdao, 20 luglio 1981) è un ex calciatore cinese, di ruolo difensore.

## Carriera

### Club
Durante la sua carriera, durata dal 2001 al 2008 ha giocato solo con il Beijing Guoan.

### Nazionale
Conta 14 presenze con la nazionale cinese.

## Palmarès

### Club

#### Competizioni nazionali
- Coppa della Cina: 1

Beijing Guoan: 2003
- Supercoppa della Cina: 1

Beijing Guoan: 2003